# Sphaerophallus durus
Sphaerophallus durus är en insektsart som beskrevs av Marius Descamps 1964. Sphaerophallus durus ingår i släktet Sphaerophallus och familjen Euschmidtiidae. Inga underarter finns listade i Catalogue of Life.